# E. W. Hornung
Ernest William Hornung (Middlesbrough, 7 de Junho de 1866 — Saint-Jean-de-Luz, 22 de Março de 1921), mais conhecido por E. W. Hornung, foi um escritor britânico.

## Biografia
Era o terceiro filho de John Peter Hornung, e passou a maior parte de sua vida na Inglaterra e na França. Em 1886, casou com Constance Doyle, irmã de Sir Arthur Conan Doyle, autor de Sherlock Holmes.
Na década de 1890 publicou contos em algumas revistas inglesas, incluindo a The Strand, onde seu personagem A. J. Raffles aparecia. As histórias foram reunidas em 1899 no The Amateur Cracksman, uma coletânea. Outros títulos da série incluem The Black Mask (1901), A Thief in the Night (1905) e Mr. Justice Raffles (1909).
Após a primeira guerra mundial, na qual Hornung participou lutando juntamente com as tropas francesas, ele publicou um detalhado registro da guerra, chamado Notes of a Camp Follower on the Western Front.
Outros títulos do autor
- A Bride from the Bush (1890)
- The Boss of Taroomba (1894)
- Rogue's March: A Romance (1896)
- Peccavi (1900)
- Shadow of the Rope (1902)
- Denis Dent: A Novel (1904)
- Stingaree (1905)
- Fathers of Men (1912)
- Thousandth Woman (1913)
- Ballad of Ensign Joy (1917)

Coleções
- Some Persons Unknown (1898)
- The Crime Doctor (1914)
- Old Offenders and a Few Old Scores (1923)